# レナルド・ボスマ
レナルド・ボスマ（Renaldo Bothma、1989年9月18日 - ）は、ラグビー・ヨーロッパ・スーパーカップ、テルアビブ・ヒートに所属するラグビーユニオン選手。

## プロフィール
- 南アフリカ・アルバートン出身。
- ポジションはフランカー(FL)、ナンバーエイト(No.8)。
- 身長 188cm、体重 110kg
- ナミビア代表キャップは17（2020年4月現在）でワールドカップのナミビア代表に選ばれた[1]。

## 略歴
ゴールデン・ライオンズ、レパーズ、ピューマズ、シャークスを経て、2015年、トヨタ自動車ヴェルブリッツに加入。同年11月21日に行われたジャパンラグビートップリーグ第2節のコカ・コーラレッドスパークス戦にて途中出場で日本での公式戦初出場を果たす。
2016年、トヨタ自動車ヴェルブリッツ退団後、ブルー・ブルズ、ピューマズ、ブルズを経て、2017年、ハーレクインズに加入。
2021年、テルアビブ・ヒートに加入。